# Enganyapastors de Ridgway
L'enganyapastors de Ridgway (Antrostomus ridgwayi) és una espècie d'ocell de la família dels caprimúlgids (Caprimulgidae) que habita boscos decidu poc espès i barrancs del sud.est d'Arizona i sud-oest de Nou Mèxic i des del sud de Sonora, Sinaloa i l'estat de Durango cap al sud al llarg del vessant del Pacífic, a Morelos, Oaxaca, centre de Veracruz i Chiapas i Guatemala, Hondures i centre de Nicaragua.